# Beatriz Clara Coya
Beatriz Clara Coya, född 1556, död 1600, var en inkaprinsessa. Hon var gift med Spaniens guvernör i Peru, Martín García Óñez de Loyola (r. 1592-1598). Hon var arvtagare till Yucay som dotter till inka Sayri Túpac av Vilcabamba och Cusi Huarcay och som sådan av politisk betydelse i den samtida spanska kolonialpolitiken.